# Jonas Laux
Jonas Laux (* 1982 in Karl-Marx-Stadt) ist ein deutscher Schauspieler.

## Leben
Jonas Laux ist der Sohn des Schauspielers Jörg Simmat. Er absolvierte von 2000 bis 2004 seine Schauspielausbildung an der Hochschule für Musik und Theater „Felix Mendelssohn Bartholdy“ Leipzig. Während seiner Ausbildung gastierte er am Schauspiel Leipzig. Theaterengagements hatte Laux zwischen 2005 und 2008 an der Komödie im Marquardt in Stuttgart, am Thalia-Theater Halle und am Schauspielhaus Zürich. In der Spielzeit 2010/11 gastierte er am Wiener Akademietheater in der Produktion Rasmus, Pontus und der Schwertschlucker (Regie: Annette Raffalt) nach dem Kinderbuch von Astrid Lindgren. 2017 trat er am Theaterhaus Jena auf.
Sein Fernsehdebüt gab Laux in dem ARD-Fernsehfilm Vater braucht eine Frau (2002). In der Pro7-Sitcom Wilde Jungs (2004) spielte er die Rolle des schüchternen Studenten Christoph. In kleineren Rollen wirkte er auch in Kinoproduktionen mit, u. a. in Das fliegende Klassenzimmer (2003) und Polly Blue Eyes (2005). 2007 war er als Gefreiter Lienig in dem TV-Film Die Frau vom Checkpoint Charlie zu sehen.
Besondere Bekanntheit erlangte Laux vor allem in der durchgehenden Serienhauptrolle des Sven Sonnenfeld in der ARD-Fernsehreihe Familie Sonnenfeld, wo er gemeinsam mit Marion Kracht und Helmut Zierl von 2005 bis 2009 den ältesten Sohn der Familie spielte. Die Entwicklung der Figur zeichnete Laux subtil über verschiedene Stationen und Konflikte hinweg: Auszug aus dem Elternhaus, Aufbau einer eigenen beruflichen Existenz als Koch, Liebesverwirrung zu einer älteren Frau und schließlich die Herausforderungen einer großen Liebe zu einer Frau aus dem muslimischen Kulturkreis.
Außerdem übernahm Laux mehrere Episodenhauptrollen in verschiedenen Fernsehserien. Ab 2011 hatte Jonas Laux eine durchgehende Serienhauptrolle in der ZDF-Vorabendserie SOKO Wismar; er verkörperte die Rolle des Kriminaloberkommissars Nils Theede, die er 2014 inmitten der 11. Staffel aufgab.
Jonas Laux hat eine Tochter und einen Sohn mit der Schauspielerin Vicky Krieps.

## Filmografie (Auswahl)
- 2002: Vater braucht eine Frau
- 2002: In aller Freundschaft – Leise Zweifel
- 2003: Das fliegende Klassenzimmer
- 2004: Wilde Jungs
- 2005: In aller Freundschaft – Hand in Hand mit dem Schicksal
- 2005: Polly Blue Eyes
- 2005–2009: Familie Sonnenfeld
- 2007: Die Frau vom Checkpoint Charlie
- 2007: SOKO Wismar – Linke Gerade
- 2007, 2024: SOKO Leipzig – Der tote Nachbar, In Obhut
- 2009: Küstenwache – Nehmt Abschied Brüder
- 2009: Der Schwarzwaldhof – Falsches Spiel
- 2009: Wer hat Angst vorm schwarzen Mann?
- 2010: Der Alte – Folge 351: Tod im Tierpark
- 2010: Weihnachten im Morgenland
- 2011–2014: SOKO Wismar
- 2015: In aller Freundschaft – Die jungen Ärzte – Sei ehrlich mit Dir selbst
- 2016: Rosamunde Pilcher – Argentinischer Tango
- 2017: Kreuzfahrt ins Glück – Hochzeitsreise nach Lissabon
- 2017: Großstadtrevier – Wer ist Lothar Krüger?
- 2018: Amokspiel
- 2019: Bettys Diagnose – Zweierlei Schmerz
- 2019: In aller Freundschaft – Nachbeben
- 2019: Die Klempnerin
- 2020: Morden im Norden – Zwischen Leben und Tod
- 2020: Die Küstenpiloten – Kleine Schwester, großer Bruder
- 2020: Notruf Hafenkante – Die große Chance
- 2021: Nebenan
- 2021: In aller Freundschaft – Die Krankenschwestern – Zurück ins Leben
- 2022: Wendehammer
- 2023: SOKO Stuttgart: Blutiges Wiedersehen
- seit 2024: Behringer und die Toten – Ein Bamberg-Krimi
  - Feuerteufel
  - Fuchsjagd
  - Antoniusfeuer
  - Romeo